# Lucien Tesnière
Lucien Tesnière (lysjɛ̃ tɛnjɛʁ) byl přední a vlivný francouzský lingvista. Narodil se 13. května 1893 v Mont-Saint-Aignan. Od roku 1924 přednášel (maître de conférences) ve Štrasburku a od roku 1937 byl profesorem v Montpellier. Publikoval mnoho odborných článků a knih o slovanských jazycích. Jeho význam v historii lingvistiky však spočívá především v rozpracování přístupu k syntaxi přirozených jazyků, známého jako závislostní syntax. Své teorie prezentoval v knize Éléments de syntaxe structurale (Prvky strukturální syntaxe), která vyšla až po jeho smrti v roce 1959. V knize navrhuje rafinovanou formalizaci syntaktické struktury podporovanou mnoha příklady z různých jazyků. Zemřel v Montpellier 6. prosince 1954.
Tesnière rozpracoval mnoho konceptů v moderním studiu syntaxe považovaných za samozřejmé a prezentoval je v Éléments. Podrobně rozpracoval koncept valence, přičemž rozlišování mezi argumenty (aktanty) a adjunkty (cirkumstanty, francouzsky circonstants), které valná většina teorií syntaxe nyní uznává a staví na nich, bylo ústředním pro Tesnièrovo pojetí. Tesnière je přesvědčen, že syntax je autonomní na morfologii a sémantice, i když se jeho přístup v mnohém odlišuje od generativní gramatiky, která považuje syntax za zvláštní modul lidského mozku pro jazyk.

## Životopis
Lucien Tesnière se narodil na 13. května 1893 v Mont-Saint-Aignan, nyní předměstí Rouenu na severozápadě Francie. Ve škole studoval latinu, řečtinu a němčinu. Jako mladý muž pobýval v Anglii, Německu a Itálii. Když vypukla 1. světová válka, byl zapsán na Sorbonně (Université de Paris) a Universität Leipzig, kde studoval germánské jazyky. 12. srpna 1914 byl mobilizován a 15. října 1914 poslán do přední linie. 16. února 1915 byl zajat a internován v táboře v Merseburgu se 4000 dalšími vězni z různých národů. Během 40 měsíců v zajetí pokračoval v intenzivním studiu jazyků. Pracoval také pro německé úřady jako překladatel angličtiny, ruštiny, italštiny a němčiny.
Po válce pokračoval ve studiích na Sorbonně. Studoval s Josephem Vendryesem, a navštěvoval přednášky Antoina Meilleta, předního francouzského lingvisty první poloviny 20. století, na Collège de France. V roce 1920 byl Tesnière pozván jako přednášející francouzštiny na Univerzitu v Lublani (nyní hlavní město Slovinska), kde sepsal svou doktorskou diplomovou práci o vymizení duálu ve slovinštině. V Záhřebu se oženil s Jeanne Roulier a měl s ní tři děti.
V únoru 1924 byl Tesnière jmenován profesorem slovanských jazyků a literatury na Université de Strasbourg, kde učil ruštinu a staroslověnštinu. V roce 1937 byl Tesnière jmenován profesorem srovnávací gramatiky (francouzsky grammaire comparée) na Université de Montpellier.
Během druhé světové války Tesnière pracoval jako kryptografický důstojník pro vojenskou rozvědku (francouzsky Deuxième Bureau). Po válce v roce 1947 těžce onemocněl a jeho zdraví zůstalo špatné až do jeho smrti 6. prosince 1954. Jeho stěžejní dílo, Éléments de syntaxe structurale, bylo publikováno v roce 1959, pět let po jeho smrti, díky dlouhodobému úsilí jeho ženy Jeanne a pomoci kolegů a přátel. Byl dále revidováno a druhé vydání vyšlo v roce 1966.

## Ústřední myšlenky v Tesnièrově koncepci syntaxe
Následující podkapitoly se zabývají některými ústředními myšlenkami a koncepty v Tesnièrově přístupu k syntax. Dotýká se následujících oblastí:
1. spojení,
2. nezávislost syntaxe,
3. centrální postavení slovesa,
4. stemmata,
5. jazyky dostředivé (s hlavou na začátku) a odstředivé (s hlavou na konci),
6. valence,
7. aktanty a cirkumstanty, a
8. převod.

### Spojení
Tesnière rozlišuje 3 druhy vztahů mezi větnými členy:
1. Spojení (francouzsky connexion) je vztah závislosti mezi řídicím a podřízeným prvkem
2. Junkce (francouzsky jonction) obvykle nazývané koordinační spojení, která spojují slova s ekvivalentní funkcí na stejné úrovni
3. Anafora (francouzsky anaphore) vyjadřuje sémantický vztah mezi dvěma prvky označujícími stejnou realitu

Prezentaci své syntaktické teorie Tesnière začíná pojmem spojení. Spojení jsou přítomná mezi slovy vět. Spojují slova dohromady, vytvářejí jednotky, kterým lze přiřadit význam. Tesnière píše:
„Žádné slovo ve větě není izolované jako ve slovníku. Mysl vnímá spojení mezi slovem a jeho sousedy. Souhrn těchto spojení tvoří konstrukci věty. Tato spojení nejsou ničím indikována, ale je absolutně klíčové, že jsou vnímána myslí; bez nich by věta nebyla srozumitelná. …, věta jako Alfred parle není složena jen ze dvou prvků Alfred a parle, ale ze tří; první prvek je Alfred, druhý parle, a třetí je jejich spojení, bez kterého by to nebyla věta. Říkat, že věta typu Alfred parle sestává pouze ze dvou prvků, znamená ji analyzovat povrchně, čistě morfologicky, se zanedbáním nezbytného aspektu, kterým je syntaktické spojení.“
Tesnière nazývá asymetrická spojení, která popisuje v této pasáži, závislosti (Kapitola 2), z čehož vychází název závislostní gramatika. Dvě slova, které jsou spojeny závislostí, nemají stejný status, ale jedno slovo je řídicí, a druhé je podřízené. Tesnière nazýval řídicí slovo řídicí člen, a řízené slovo podřízeným členem. Vyhodnocení všech spojení mezi slovy ve větě umožnilo Tesnièrovi přiřadit větě konkrétní syntaktickou strukturu, kterou reprezentoval pomocí stemmat (viz níže).

### Protiklad mezi strukturálním a lineárním uspořádáním
Tesnière odmítal vliv morfologie na syntax. Tím zahájil odklon od lingvistické tradice, která byla zaměřena na konkrétní tvary jako například afixy a flektivní vzory spojené se studiem klasických jazyků (latiny a řečtiny). Tesnière tvrdil, že studium syntaxe se nesmí omezovat na zkoumání konkrétních forem, ale že musí vycházet ze zkoumání jejich spojení (jak je popsáno výše). Poukazoval na klíčový koncept innere Sprachform 'vnitřní řečové formy', čímž navazoval na Wilhelma von Humboldta. Protože innere Sprachform (tj. spojení) je abstraktní, nemůžeme ji uznat a zkoumat ústřední roli, kterou hraje v syntaxi, tím, že se zaměříme pouze na konkrétní formy. Jinými slovy, Tesnière tvrdil, že syntax je do značné míry nezávislá na morfologii.
Tesnière také považoval syntax a sémantiku za oddělené domény jazyka. Pro ilustraci tohoto oddělení vytvořil nesmyslnou větu Le silence vertébral indispose la voile licite 'Obratlové ticho indisponuje přípustnou plachtu'. Zdůrazňoval, že věta je sice nesmyslná, ale z pohledu syntaxe je dobře utvořená, protože tvary slov a jejich pořadí je správné. Noam Chomsky učinil totéž se svou proslulou větou „Colorless green ideas sleep furiously“.

Ačkoli se Tesnière i Chomsky shodují v 'nezávislosti syntaxe', jejich koncepty jsou zcela odlišné a nelze je zaměňovat. Hlavní rozdíl je v akvizici jazyka, které je pro Chomského elementární; Chomsky uvádí, že syntax je vrozený psychologický jev. Naproti tomu Tesnièrův základní koncept nezávislosti syntaxe jako protikladu mezi strukturálním a lineárním pořadím, je zcela nepsychologický. Tesnièrova gramatika není míněna jako teorie jazyka, ale jako nástroj pro lingvistickou analýzu. Tesnière argumentuje pro jednosměrné spojení mezi významem a výrazem:
„Když mluvíme, není naším záměrem hledat poté význam v existujícím řetězci fonémů, ale spíše dát snadno sdělitelnou formu myšlence, která formu předchází, a která je jediným důvodem její existence“
Tesnièrův koncept jazyka je založený na myšlence, že význam věty spočívá v sémantické rovině, která je dvourozměrná (nelineární). Naopak věta patří k výrazové rovině, která je jednorozměrná (lineární). Když je nelineární význam vtěsnáván do lineární formy, je třeba jeho strukturu rozbít. Výsledek neodráží logiku nebo psychologii, ale pouhou nezbytnost. Gramatika je pro Tesnièra sémantickou a nelineární analýzou lineární větné formy.

### Centrální postavení slovesa
Tesnière odmítl binární dělení věty na podmět a predikát, což je převládající přístup ve studiu syntaxe, a toto dělení nahradil centrálním postavením slovesa. Uvádí, že dělení pramení z logiky a v lingvistice nehraje žádnou roli. Za výchozí bod (kořen) každé větné struktury považuje sloveso (píše, že sloveso je středem „malého dramatu“), a všechny další prvky věty jsou přímo nebo nepřímo závislé na slovesu. Jejich rozlišování Tesnière znázornil grafickou reprezentací (stemmatem) francouzské věty Alfred parle lentement 'Alfred mluví pomalu' a latinské věty Filius amat patrem 'Syn miluje otce':
Výše uvedený diagram francouzské věty znázorňuje binární dělení, které Tesnière odmítá; věta je rozdělena na dvě složky, podmět Alfred a predikát parle lentement. Latinská věta níže znázorňuje centrální postavení slovesa, se kterým se Tesnière ztotožňuje; sloveso amat je kořenem věty a podmět filius a předmět patrem jsou na něm závislé členy. Význam tohoto rozlišování spočívá v celkovém chápání větné struktury, které pramení z těchto soupeřících názorů. Syntaktické teorie, které vycházejí z binárního dělení, pravděpodobně budou používat frázové gramatiky (složkové), zatímco syntaktické teorie, které vycházejí z centrálního postavení slovesa, budou pravděpodobně závislostní gramatiky.

### Stemmata
Tesnière pro reprezentaci chápání struktury a syntaxe studovaných vět široce používal stromové diagramy. Tyto diagramy nazýval stemmata – Éléments jich obsahuje více než 350. Tato stemmata ukazují spojení a způsob, jakým spojení organizují slova ve větách do hierarchických struktur, například
Tyto diagramy ukazují hlavní rysy Tesnièrovy koncepce syntaktické struktury. Jasně demonstrují centrální postavení slovesa, protože sloveso je nejvyšším slovem (kořenem) ve stemmatu. Jsou přítomny syntaktické jednotky; složky a fráze jsou identifikovány; odpovídají úplným podstromům. Důležitým rysem těchto stemmat je, že jsou „neuspořádaná“, tj. neodrážejí skutečné pořadí slov. Pro Tesnièra strukturální uspořádání (hierarchické uspořádání) předchází lineárnímu uspořádání v mysli mluvčího. Mluvčí si nejdříve vymyslí, co chce říct, přičemž tato představa sestává z slov organizovaných hierarchicky pomocí spojení (strukturální uspořádání). Akt mluvení zahrnuje transformaci strukturálního uspořádání na lineární uspořádání; a opačně, akt recepce řeči (poslechu a porozumění) zahrnuje transformaci lineárního uspořádání na strukturální uspořádání. Toto striktní oddělení dimenzí uspořádání je předmětem sporů mezi moderními závislostními gramatiky. Některé závislostní gramatiky jsou stratifikované (například Meaning-text theory a Funkční generativní popis) a staví na tomto striktním oddělení strukturální uspořádání a lineární uspořádání, zatímco jiné závislostní gramatiky (například Word grammar) jsou jednoúrovňové (v syntaxi) a toto oddělování tedy odmítají.

### Jazyky odstředivé (s hlavami na začátku) a dostředivé (s hlavami na konci)
Tesnière podle hierarchické organizace syntaktických jednotek, které definoval a reprezentoval pomocí stemmat, identifikoval dostředivé a odstředivé struktury. Moderní termíny pro tyto koncepty jsou s hlavou na začátku (odstředivé) a s hlavou na konci (dostředivé). U odstředivých struktur jsou řídicí členy (hlavy) před členy, které jsou na nich závislé, zatímco u dostředivých struktur je situace opačná, závislé členy předcházejí své hlavy, například
Tesnière ve skutečnosti nevytvářel taková „uspořádaná“ stemmata, jaká jsou zde uvedena. Pokud však chceme vyznačit pořadí slov ve stemmatech, pak je rozlišování mezi odstředivými a dostředivými strukturami, které Tesnière popsal, jasně viditelné. Následující dva stromy anglických vět Stop attempting to do that a His sister's attempts succeeded ilustrují tento rozdíl:
Stemmata jasně ukazují způsob, jakým se odstředivé struktury rozšiřují doprava dolů, zatímco dostředivé doleva dolů. Tesnière klasifikoval jazyky podle toho, zda v nich převládá odstředivá nebo dostředivá tendence. Jejich rozlišování se od té doby stalo stěžejním prvkem typologie jazyků. Jazyky jsou klasifikovány podle směru větvení: v semitských jazycích (například v hebrejštině a arabštině) převládají odstředivé tendence, zatímco v některých východoasijských jazycích (například japonština a korejština) dostředivé. Angličtina je podle Tesnièra nevyhraněný jazyk, což znamená, že kombinuje odstředivé a dostředivé struktury.

### Valence
S metaforou „valence“ Tesnière přispěl k našemu chápání povahy lexikonu. Toto metafora, kterou si vypůjčil od Charlese Peirce, přirovnává slovesa k molekulám. Podobně jako atom kyslíku O váže dva atomy vodíku H a vytváří molekulu vody H2O, slovesa vážou aktanty a vytvářejí věty. Slovesa proto mají valence. Tesnière rozlišuje slovesa bezvalenční (která nemají žádný aktant), jednovalenční (jeden aktant), dvouvalenční (dva aktanty), a třívalenční (tři aktanty). Příklady:
Bezvalenční sloveso: Prší. – Sloveso pršet je bezvalenční.
Jednovalenční sloveso: Karel spí. – Sloveso spát je jednovalenční; vyžaduje jediný aktant – podmět.
Dvouvalenční sloveso: Zuzana zná Karla. – Sloveso znát je dvouvalenční; vyžaduje dva aktanty – podmět a předmět.
Třívalenční sloveso: Karel dal Zuzaně náušnice. – Sloveso dát je třívalenční; vyžaduje tři aktanty – podmět a dva předměty.
Valenční charakteristiky sloves hrají roli při zkoumání různých mechanismů syntaxe. Konkrétně různé jevy v oblasti diateze (aktivní, pasivní, reflexivní, reciproční, recesivní) jsou závislé na podkladové valenci slovesa. Koncept valence je nyní široce užívaný při studiu syntaxe, dokonce i většina frázových gramatik uznává valenci predikátů.

### Aktanty vs. cirkumstanty
Vedle aktantů Tesnière pracuje s cirkumstanty (francouzsky circonstants). Zatímco aktanty, které se vyskytují se slovesem, jsou důležité pro doplnění významu slovesa, cirkumstanty doplňují volitelný obsah, například
Tomorrow Alfred is leaving at noon. – Cirkumstanty tomorrow a at noon jsou nepovinná doplnění.
One sees him a lot all the time everywhere. – Cirkumstanty a lot, all the time, a everywhere jsou nepovinná doplnění.
Počet aktantů, které se vyskytují ve větě, je omezený valenčními charakteristikami slovesa, které je centrem věty, zatímco počet cirkumstantů, které se mohou vyskytovat ve větě, je teoreticky neomezený, protože cirkumstanty nejsou omezeny valencí slovesa. V moderní syntaxi se samozřejmě pracuje s aktanty a cirkumstanty také, ale používá se odlišná terminologie. Aktanty jsou známé jako argumenty, a cirkumstanty jako adjunkty, takže i v tomto případě Tesnière identifikoval a zkoumal klíčové koncepty, které nyní tvoří základy moderního studia syntaxe.

### Převod
Druhá polovina knihy Éléments (300 stránek) se zaměřuje na teorii převodu (francouzsky translation). Převod je složka Tesnièrovy teorie, která se zabývá syntaktickými kategoriemi. Tesnière usiloval o snížení počtu základních syntaktických kategorií na minimum. Pracoval pouze se čtyřmi základními kategoriemi obsahových slov: substantiva (O), slovesa (I), adjektiva (A), a adverbia (E). Zkratky, které pro tyto kategorie použil (O, I, A, E) odpovídají poslednímu písmenu odpovídajících termínů v esperantu. Kromě těchto čtyř kategorií obsahových slov, také předpokládal dva typy funkčních slov, indexy a translativa. Členy (určitý a neurčitý) a klitická zájmena Tesnière považoval ze indexy, zatímco typickými translativy byly podřadné spojky a předložky. Hlavní úlohou translativ bylo převádět obsahová slova z jedné kategorie na jinou. Například předložky typicky převádějí substantiva na adjektiva nebo adverbia, a podřadné spojky typicky převádějí slovesa na substantiva. Například ve frázi le livre de Pierre 'kniha Pierra, Pierrova kniha' předložka de slouží k převodu substantiva Pierre na přídavné jméno, které může rozvíjet substantivum livre. Jinými slovy, substantivum Pierre, ačkoli technicky přídavným jménem není, mění spojením s předložkou de svou funkci na přídavné jméno. Převod je ve stemmatech znázorněn pomocí speciálního grafického symbolu, který je ukázán na následujících stemmatech reprezentujících frázi de Pierre 'Pierra' a větu Écrivez dans le livre de votre ami 'Napiš do knihy svého přítele':
Převod je reprezentován pěticí čar připomínajících velké psací písmeno „T“. Nad vodorovnou spojnicí je uvedena zkratka (O, I, A, nebo E) cílové kategorie, tj. kategorie, která je výsledkem převodu; pod vodorovnou spojnicí je translativum a převáděný výraz vzájemně oddělené svislou čarou symbolu „T“. Volný (dolní) konec spodní patičky symbolu „T“ může směřovat doleva nebo doprava, čímž indikuje, kde je translativum (1966:368). V prvním stemmatu A indikuje, že Pierre bylo převedeno (předložkou de) na přídavné jméno. Stemma níže ukazuje dvě instance převodu, z nichž první indikuje, že dans livre de votre ami je převedené na adverbium, a druhá, že de votre ami je převedené na přídavné jméno.
Pro Tesnièra je schopnost převodu jedné kategorie na jinou v plynulé řeči primárním nástrojem, který umožňuje skutečně produktivní řeč. Syntaktické kategorie, které samy nemohou být zkombinovány, mohou být okamžitě sjednoceny translativem, které způsobí převod.

## Odkaz
Tesnièrův odkaz spočívá především v rozšířeném názoru, že jeho Éléments představují počátek a podnět pro vývoj závislostních gramatik. Syntaktické a gramatické rámce, které jsou založeny na závislostech (například Word grammar, Meaning-text theory a Funkční generativní popis) obecně citují Tesnièra jako otce moderní závislostní gramatiky. Tesnière se sám nepustit do vytváření závislostní gramatiky, protože rozlišování mezi závislostní a složkovou gramatikou (frázových gramatik) za Tesnièrova života neexistovalo. Jejich rozlišování se poprvé prosadilo během přejímání Tesnièrových myšlenek.
Tesnièrův odkaz se však neomezuje na vývoj závislostní gramatiky. Jak je uvedeno výše, řada klíčových konceptů, které vyvinul (například valence, argumenty vs. adjunkty, hlava na začátku vs. hlava na konci), se stala základními kameny většiny moderních prací v oblasti syntaxe. Tesnière se však plného uznání, které by si zasluhoval za svůj přínos v oblasti syntaxe, nedočkal; zemřel krátce před nástupem generativní gramatiky, a jeho Éléments zůstaly nepřeloženy do angličtiny až do roku 2015. Jeho vliv byl tedy v Evropě větší než v anglicky mluvící Severní Americe.